# Champagnolles
Champagnolles ist eine französische Gemeinde mit 687 Einwohnern (Stand: 1. Januar 2022) im Département Charente-Maritime in der Region Nouvelle-Aquitaine; sie gehört zum Arrondissement Jonzac und zum Kanton Pons. Die Einwohner werden Champagnollais genannt.

## Geographie
Champagnolles liegt etwa 25 Kilometer südlich von Saintes. Umgeben wird Champagnolles von den Nachbargemeinden Tanzac und Givrezac im Norden, Saint-Quantin-de-Rançanne im Nordosten, Saint-Palais-de-Phiolin im Osten, Bois im Südosten, Lorignac im Süden, Saint-Fort-sur-Gironde im Südwesten, Saint-Germain-du-Seudre im Westen sowie Gémozac im Nordwesten.

## Bevölkerungsentwicklung
| Jahr                       | 1962 | 1968 | 1975 | 1982 | 1990 | 1999 | 2006 | 2019 |
| Einwohner                  | 602  | 552  | 527  | 465  | 449  | 500  | 515  | 678  |
| Quellen: Cassini und INSEE |      |      |      |      |      |      |      |      |

## Sehenswürdigkeiten
- Kirche Saint-Pierre, Monument historique

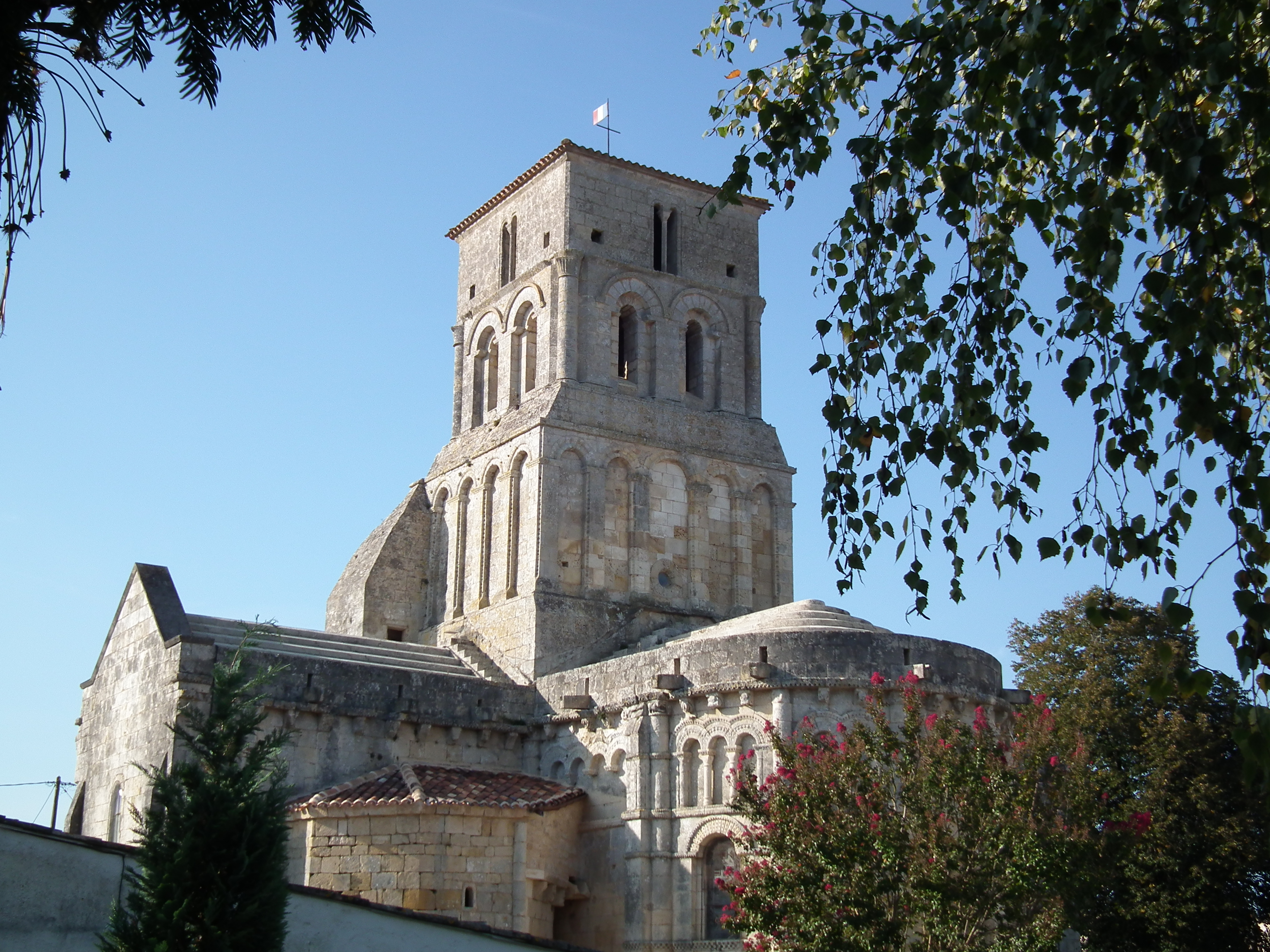
Kirche Saint-Pierre